# Trio för piano, klarinett och viola (WA Mozart)
Trio för piano, klarinett och viola i Ess-dur, K. 498, komponerades av Wolfgang Amadeus Mozart 1786. Den kallas ofta "Kegelstatt-trion".
En "Kegelstatt" var ett ställe där man spelade kägel, men det finns inga belägg för att Mozart skulle ha ägnat sig åt detta samtidigt som han komponerade trion.